# Songs of Experience
Songs of Experience je čtrnácté studiové album irské hudební skupiny U2. Název alba byl oznámen již v době vydání předchozí desky Songs of Innocence, v roce 2014. V lednu 2016 bylo uvedeno, že se nadcházející deska bude stylově podobat albu Zooropa (1993) a jedním z jejích producentů bude také Brian Eno. V lednu 2017 bylo oznámeno, že ačkoliv je album téměř hotové, jeho vydání je vzhledem ke zvolení podnikatele Donalda Trumpa na post prezidenta Spojených států amerických odloženo. V polovině srpna 2017 se na internet dostala neoficiální informace, že album vyjde 1. prosince toho roku u příležitosti mezinárodního dne AIDS. V ten den album skutečně vyšlo. Později bylo uvedeno, že první singl z alba ponese název „You’re The Best Thing About Me“ a vyjde 6. září 2017, kdy kapela rovněž oznámí nové informace o samotném albu. Dne 30. srpna byla zveřejněna první píseň z nové desky nazvaná „The Blackout“.

## Seznam skladeb
1. Love Is All We Have Left – 2:41
2. Lights of Home – 4:16
3. You're the Best Thing About Me – 3:45
4. Get Out of Your Own Way – 3:58
5. American Soul – 4:21
6. Summer of Love – 3:24
7. Red Flag Day – 3:19
8. The Showman (Little More Better) – 3:23
9. The Little Things That Give You Away – 4:55
10. Landlady – 4:01
11. The Blackout – 4:45
12. Love Is Bigger Than Anything in Its Way – 4:00
13. 13 (There Is a Light) – 4:19